# Habenaria achnantha
Habenaria achnantha är en orkidéart som beskrevs av Heinrich Gustav Reichenbach. Habenaria achnantha ingår i släktet Habenaria och familjen orkidéer. Inga underarter finns listade i Catalogue of Life.